# FDJ/2017
Dit is een overzicht van de FDJ-wielerploeg in 2017.

## Transfers
| Inkomend          | Team 2016      | Uitgaand                 | Team 2017             |
| ----------------- | -------------- | ------------------------ | --------------------- |
| David Gaudu       | was stagiair   | Sébastien Chavanel       | Gestopt               |
| Jacopo Guarnieri  | Team Katjoesja | Kenny Elissonde          | Team Sky              |
| Tobias Ludvigsson | Team Sunweb    | Murilo Fischer           | gestopt               |
| Rudy Molard       | Cofidis        | Alexandre Geniez         | AG2R                  |
| Léo Vincent       | was stagiair   | Pierre-Henri Lecuisinier | Pro Immo Nicolas Roux |
|                   |                | Yoann Offredo            | Wanty-Groupe Gobert   |
|                   |                | Laurent Pichon           | Fortuneo-Oscaro       |

## Renners
| Naam                  | Geboortedatum | Nationaliteit | Ploeg 2016           | Ploeg 2018          |
| --------------------- | ------------- | ------------- | -------------------- | ------------------- |
| Bruno Armirail        | 11-04-1994    | Frankrijk     | Stagiair vanaf 01/08 |                     |
| William Bonnet        | 25-06-1982    | Frankrijk     |                      |                     |
| Arnaud Courteille     | 13-03-1989    | Frankrijk     |                      | n.n.b.              |
| Mickaël Delage        | 06-08-1985    | Frankrijk     |                      |                     |
| Arnaud Démare         | 26-08-1991    | Frankrijk     |                      |                     |
| Odd Christian Eiking  | 28-12-1994    | Noorwegen     |                      | Wanty-Groupe Gobert |
| Marc Fournier         | 12-11-1994    | Frankrijk     |                      | Vital Concept       |
| David Gaudu           | 10-10-1996    | Frankrijk     |                      |                     |
| Jacopo Guarnieri      | 14-08-1987    | Italië        | Team Katjoesja       |                     |
| Daniel Hoelgaard      | 01-07-1993    | Noorwegen     |                      |                     |
| Ignatas Konovalovas   | 08-12-1985    | Litouwen      |                      |                     |
| Matthieu Ladagnous    | 12-12-1984    | Frankrijk     |                      |                     |
| Johan Le Bon          | 03-10-1990    | Frankrijk     |                      | Vital Concept       |
| Olivier Le Gac        | 27-08-1993    | Frankrijk     |                      |                     |
| Tobias Ludvigsson     | 12-2-1991     | Zweden        | Team Sunweb          |                     |
| Valentin Madouas      | 12-07-1996    | Frankrijk     | Stagiair vanaf 01/08 |                     |
| Jérémy Maison         | 21-07-1993    | Frankrijk     |                      | Fortuneo-Oscaro     |
| Lorrenzo Manzin       | 26-07-1994    | Frankrijk     |                      | Vital Concept       |
| Rudy Molard           | 17-08-1989    | Frankrijk     | Cofidis              |                     |
| Steve Morabito        | 30-01-1983    | Zwitserland   |                      |                     |
| Cédric Pineau         | 08-05-1985    | Frankrijk     |                      | stopt               |
| Thibaut Pinot         | 29-05-1990    | Frankrijk     |                      |                     |
| Sébastien Reichenbach | 28-05-1989    | Zwitserland   |                      |                     |
| Kévin Reza            | 18-05-1988    | Frankrijk     |                      | Vital Concept       |
| Anthony Roux          | 18-04-1987    | Frankrijk     |                      |                     |
| Jérémy Roy            | 22-06-1983    | Frankrijk     |                      |                     |
| Marc Sarreau          | 10-06-1993    | Frankrijk     |                      |                     |
| Romain Seigle         | 11-10-1994    | Frankrijk     | Stagiair vanaf 01/08 |                     |
| Benoît Vaugrenard     | 05-01-1982    | Frankrijk     |                      |                     |
| Arthur Vichot         | 26-11-1988    | Frankrijk     |                      |                     |
| Léo Vincent           | 06-11-1995    | Frankrijk     |                      |                     |

## Belangrijkste overwinningen
GP La Marseillaise
Arthur Vichot
Ster van Bessèges
1e etappe: Arnaud Démare
2e etappe: Arnaud Démare
Ruta del Sol
2e etappe: Thibaut Pinot
Ronde van de Haut-Var
Eindklassement: Arthur Vichot
Parijs-Nice
1e etappe: Arnaud Démare
Ronde van Catalonië
1e etappe: Davide Cimolai
GP Denain
Arnaud Démare
Ronde van de Alpen
5e etappe: Thibaut Pinot
Vierdaagse van Duinkerke
2e etappe: Arnaud Démare
5e etappe: Ignatas Konovalovas
Ronde van Italië
20e etappe: Thibaut Pinot
Boucles de l'Aulne
Odd Christian Eiking
Boucles de la Mayenne
Proloog: Johan Le Bon
1e etappe: Johan Le Bon
Critérium du Dauphiné
2e etappe: Arnaud Démare
Puntenklassement: Arnaud Démare
Halle-Ingooigem
Arnaud Démare
Nationale kampioenschappen wielrennen
Frankrijk - wegrit: Arnaud Démare
Litouwen - wegrit: Ignatas Konovalovas
Litouwen - tijdrit: Ignatas Konovalovas
Zweden - tijdrit: Tobias Ludvigsson
Ronde van Frankrijk
4e etappe: Arnaud Démare
Ronde van de Ain
Proloog: Johan Le Bon
3e etappe: David Gaudu
Eindklassement: Thibaut Pinot
Ronde van Poitou-Charentes
5e etappe: Marc Sarreau
Brussels Cycling Classic
Arnaud Démare
1997 · 1998 · 1999 · 2000 · 2001 · 2002 · 2003 · 2004 · 2005 · 2006 · 2007 · 2008 · 2009 · 2010 · 2011 · 2012 · 2013 · 2014 · 2015 · 2016 · 2017 · 2018 · 2019 · 2020 · 2021 · 2022 · 2023 · 2024 · 2025
AG2R-La Mondiale · Astana Pro Team · Bahrain-Merida · BMC Racing Team · BORA-hansgrohe · Cannondale-Drapac · Team Dimension Data · FDJ · Katjoesja-Alpecin · Team LottoNL-Jumbo · Lotto Soudal · Movistar Team · Orica-Scott · Quick Step · Team Sky · Team Sunweb · Trek-Segafredo · UAE Team Emirates